# بوجانگای دم‌پارویی بزرگ
 بوجانگای دم‌پارویی بزرگ (نام علمی: Dicrurus paradiseus) نام یک گونه از تیره بوجانگا است.